# Фихофф, Валери
Валери Фихофф (нем. Valerie Viehoff; род. 16 февраля 1976, Бонн) — немецкая гребчиха, выступавшая за сборную Германии по академической гребле в середине 1990-х — начале 2000-х годов. Серебряная призёрка летних Олимпийских игр в Сиднее, чемпионка мира, победительница многих регат национального и международного значения.

## Биография
Валери Фихофф родилась 16 февраля 1976 года в Бонне, ФРГ. Начала заниматься академической греблей в 1988 году, проходила подготовку в Зигбурге в местном гребном клубе «Зигбургер».
Впервые заявила о себе в гребле в 1994 году, выиграв золотую медаль в парных четвёрках на юниорском мировом первенстве в Мюнхене.
В 1996 году в парных двойках лёгкого веса отметилась победой на этапе молодёжного Кубка наций в Хазевинкеле.
Первого серьёзного успеха на взрослом международном уровне добилась в сезоне 1998 года, когда вошла в основной состав немецкой национальной сборной и побывала на чемпионате мира в Кёльне, откуда привезла награду золотого достоинства, выигранную в лёгких парных четвёрках. В той же дисциплине одержала победу на этапе Кубка мира в Люцерне.
В 1999 году в одиночках лёгкого веса получила золото и серебро на этапах Кубка мира в Вене и Люцерне соответственно, тогда как на мировом первенстве в Сент-Катаринсе финишировала в финале четвёртой, остановившись в шаге от призовых позиций.
Благодаря череде удачных выступлений удостоилась права защищать честь страны на летних Олимпийских играх 2000 года в Сиднее — вместе с напарницей Клаудией Бласберг заняла второе место в парных двойках лёгкого веса, уступив на финише только экипажу из Румынии, и тем самым завоевала серебряную олимпийскую медаль. За это выдающееся достижение 2 февраля 2001 года была награждена высшей спортивной наградой Германии «Серебряный лавровый лист».
После сиднейской Олимпиады Фихофф ещё в течение некоторого времени оставалась в составе гребной команды Германии и продолжала принимать участие в крупнейших международных регатах. Так, в 2002 году в лёгких одиночках она выступала на этапах Кубка мира в Хазевинкеле и Люцерне, расположившись в обоих случаях на четвёртых местах.
Впоследствии получила докторскую степень в области географии. Работает научным сотрудником на кафедре географии Боннского университета.